# Qaraghandy

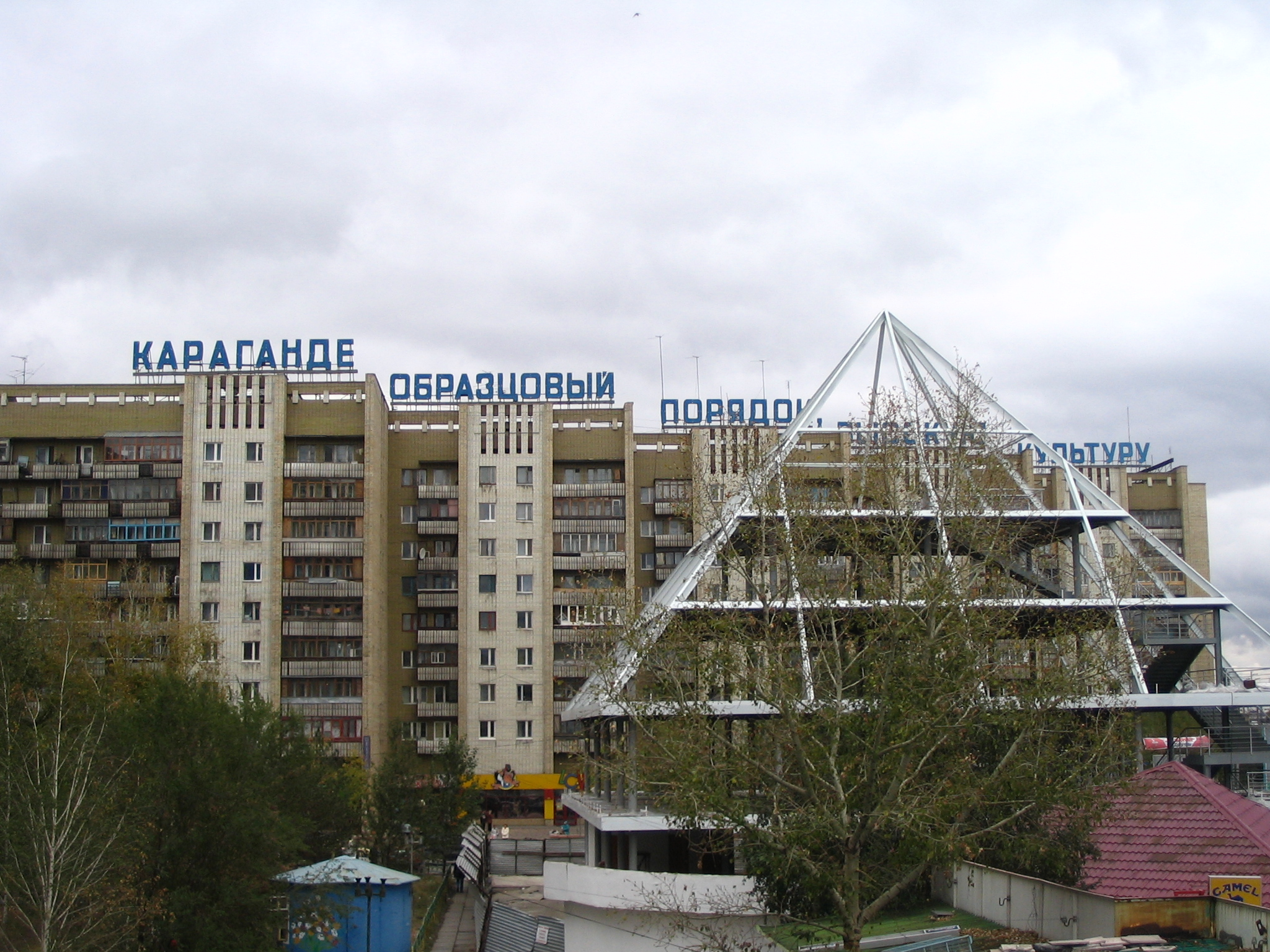
Hus i Qaraghandy.

Qaraghandy (kazakiska: Қарағанды), på ryska Karaganda (Караганда), är en stad i östra Kazakstan som hade 460 000 invånare år 2009, vilket gör den till landets fjärde största, belägen i provinsen Qaraghandy. Staden ligger 546 meter över havet på Kazakiska höglandet.

Staden betjänas av Qaraghandy Sary-Arka flygplats.

## Sport
- FK Sjachtar Qaraghandy